# Sân bay quốc tế José María Córdova
Sân bay quốc tế José María Córdova (IATA: MDE, ICAO: SKRG) là sân bay chính phục vụ thành phố Medellín và vùng đô thị của nó, Colombia. Sân bay này nằm cách khu vực đô thị 30 phút đường bộ cao tốc Las Palmas mới, ở đô thị Rionegro.  Đây là sân bay lớn thứ 2 ở Colombia sau Sân bay quốc tế El Dorado ở Bogotá về mặt hạ tầng và xếp thứ 3 về mặt lượng khách.

## Các hãng hàng không và các tuyến điểm

### Khu quốc tế
- American Airlines (Miami)
- Avianca (Miami, New York-JFK)
- Lan Airlines
  - Lan Perú (Lima, Quito)
- Copa Holdings
  - AeroRepública (Panama City, Caracas)
  - Copa Airlines (Panama City)
- TACA
  - TACA Perú (Lima)

### Khu nội địa
- AeroRepública (Bogotá, San Andrés Island)
- Avianca (Barranquilla, Bogotá, Cali, Cartagena, Santa Marta)
  - SAM (Bogotá, Cali, San Andrés Island [theo mùa])
- Satena (San Andrés Island)

## Các hãng vận tải hàng hóa
- AeroSucre
- Gemini Air Cargo
- Polar Air Cargo
- Florida West International Airways
- Tampa Cargo
- Líneas Aéreas Suramericanas
- LAN Cargo
- Tradewings Cargo
- Kalitta Air
- MasAir

## Tai nạn và sự cố
Chuyến bay số 52 của Avianca, đang bay từ Bogota đên Medellin để bay đi New York JFK đã rơi vào ngày 25 tháng 1 năm 1990 tại Long Island sau khi hết nhiên liệu.